# Hoyt Wilhelm
Pour les articles homonymes, voir Wilhelm.
James Hoyt Wilhelm, né le 26 juillet 1922 à Huntersville (Caroline du Nord) et mort le 28 août 2002 à Sarasota (Floride), est un ancien lanceur de la Ligue majeure de baseball entre 1952 et 1972.

## Biographie
Hoyt Wilhelm a fait ses débuts relativement tard, à l'âge de 29 ans avec les Giants de San Francisco. Lors de sa première présence au bâton il a frappé un coup de circuit, puis a enregistré 431 présences d'affilée sans frapper un coup de circuit. Mais Wilhelm était mieux connu comme lanceur, et a fait 1070 apparitions comme lanceur dont 52 parties commencées et 1018 apparitions comme releveur. Il a gagné 124 parties en tant que releveur, le meilleur total de l'histoire des Ligues majeures. Il détient également le record pour la meilleure moyenne de points mérités depuis 1950 - 2,52, supérieure à celle de Whitey Ford par 0,23 points par partie. Il a commencé 52 parties entre 1958 et 1960, dont 20 matchs complets et 5 blanchissages. Le 20 septembre 1958 il a enregistré son seul no-hitter bien qu'il n'ait fait que 52 apparitions comme lanceur partant en 21 saisons.

## Palmarès
Au moment de sa retraite, Wilhelm détenait plusieurs records des Ligues majeures:
- Plus grand nombre de matchs comme releveur: 1070[1]
- Plus grand nombre de victoires comme releveur: 124
- Meilleure moyenne de points mérités depuis 1950: 2,52
- Plus grand nombre de sauvetages: 227[2]
- Premier lanceur de relève à être intronisé au Temple de la renommée du baseball

Wilhelm fut très durable: il a commencé sa carrière à l'âge de 29 ans mais a joué 21 saisons dans les Ligues majeures et à la fin de sa carrière avait 49 ans et 11 mois.